# Charles Fries
 (mai 2024).
Pour les articles homonymes, voir Fries.
Charles Fries, né le 30 décembre 1962 à Lyon, est un haut fonctionnaire et diplomate français. Il est le frère de Fabrice Fries, directeur général de l'Agence France-Presse.

## Études et formation
Charles Fries est diplômé de l’Institut d'études politiques de Paris en 1983 (section : service public) et titulaire d’une maîtrise de droit public de l’Université Panthéon-Sorbonne (1985). Il est élève de l'École nationale d'administration au sein de la promotion « Liberté, Egalité, Fraternité » (1989). Il obtient en 1984 un diplôme supérieur d’enseignement de l’École normale de musique de Paris (piano).

## Carrière

### Carrière diplomatique (France)
A sa sortie de l’ENA, Charles Fries choisit la carrière diplomatique et intègre en 1989 le Ministère des Affaires étrangères (Quai d’Orsay). Il est d’abord affecté au Service de Coopération économique où il suit les dossiers européens (politique agricole commune, fonds structurels, budget, etc..). En 1993, il entre au cabinet du Ministre des affaires étrangères Alain Juppé, comme conseiller technique chargé des questions européennes. Il part ensuite en 1995 à l’ambassade de France à Londres pour y être le porte-parole et conseiller de presse. De retour à Paris en 1998, il exerce les fonctions de sous-directeur au Quai d’Orsay, d’abord pour les affaires communautaires internes (1998/2000) puis pour les relations extérieures de la Communauté (2000/2002).

### Conseiller du Président de la République
En mai 2002, à la suite de la réélection du Président Jacques Chirac, il rejoint le cabinet du nouveau Ministre des Affaires étrangères, Dominique de Villepin, avant d’intégrer la cellule diplomatique de l'Élysée comme Conseiller Europe (juillet 2002- septembre 2006). Au cours de cette période, Charles Fries est notamment mobilisé sur la négociation et ratification du Traité constitutionnel européen, la relation franco-allemande ainsi que sur l’élargissement de l’Union.

### Ambassadeur
En septembre 2006, il est nommé ambassadeur de France en République tchèque.
En novembre 2009, il retourne à Paris pour y être nommé Conseiller diplomatique du Premier ministre François Fillon. De novembre 2011 à avril 2012, il cumule cette fonction avec celle de Secrétaire général des Affaires européennes (SGAE).
En mai 2012, il est nommé Ambassadeur de France au Maroc puis, d’août 2015 à avril 2020, comme Ambassadeur de France en Turquie.

### Service diplomatique de l'Union européenne
Depuis mai 2020, Charles Fries est affecté au Service européen pour l'action extérieure de l’Union européenne (SEAE), le service diplomatique de l'UE, en tant que Secrétaire général adjoint responsable des questions de sécurité et de défense au niveau de l’UE. Placé sous l'autorité du Haut représentant pour la politique étrangère et de sécurité, Josep Borrell, il est chargé de promouvoir le rôle de l'Union européenne afin qu'elle soit mieux à même de défendre ses intérêts en matière de sécurité et de répondre aux crises extérieures.
En tant que Secrétaire général adjoint du SEAE, il joue un rôle important dans l'élaboration des principales interventions de l'UE en matière de sécurité et de défense,. Il dirige notamment la préparation de la "Bussole stratégique" en 2022 - la stratégie de sécurité et de défense de l'UE -, la planification et la négociation du soutien militaire de l'UE à l'Ukraine, la supervision des missions et opérations de l'UE, telles qu'EULEX Kosovo et EUMM Géorgie,, et la mise en place de nouvelles missions telles que la Mission de l'UE en Arménie, EUTM Mozambique, et EUNAVFOR ASPIDES.

## Distinctions honorifiques
- Chevalier de la Légion d'honneur (2013)

- Chevalier de l'ordre national du Mérite (2007)

## Voir également
CV sur le site du Service européen pour l'action extérieure (SEAE) 